# Борго-Сан-Мартино
Борго-Сан-Мартино (итал. Borgo San Martino, пьем. Ël Borgh ëd San Martin) — коммуна в Италии, располагается в регионе Пьемонт, в провинции Алессандрия.
Население составляет 1379 человек (2008 г.), плотность населения составляет 141 чел./км². Занимает площадь 10 км². Почтовый индекс — 15032. Телефонный код — 0142.
Покровителями коммуны почитаются святые Кирик и Иулитта, празднование 15 июля.

## Демография
Динамика населения:

## Администрация коммуны
- Официальный сайт: